# USS Roosevelt (DDG-80)
USS Roosevelt (DDG-80) — 30-й ескадрений міноносець із серії запланованих до 13 вересня 2002 року 62 есмінців УРО типу «Арлі Берк», будівництво яких було схвалено Конгресом США і 2-й есмінець цього типу серії IIa.

## Бойова служба
Будівництво корабля почалося в 1997 році і в 1999 він був спущений на воду. Корабель ввели в експлуатацію на станції Мейпорт в 2000 році. У 2006 році USS Roosevelt і голландський фрегат намагалися відбити захоплений сомалійськими піратами південнокорейський траулер, але безуспішно. У 2007 році міноносець отримав нагороду за бойову ефективність "E". У 2014 році підрозділ SEAL, що базувалося на цьому судні, захопило нафтовий танкер Morning Glory біля берегів Кіпру, який перевозив незаконну лівійську нафту.
В вересні 2020 року разом з кораблем-розвідником HMS Enterprise (H88) Королівського ВМФ Великої Британії увійшов до Чорного моря. Обидва кораблі прибули до Чорного моря на час проведення гарячої фази російських військових навчань «Кавказ-2020», що зокрема проходять на території тимчасово окупованого Криму.